# Lawrence Summers
Lawrence Henry Summers, detto Larry (New Haven, 30 novembre 1954), è un politico ed economista statunitense, direttore del Consiglio economico nazionale dal 2009 al 2010.
Vincitore della John Bates Clark Medal nel 1993 per i suoi studi macroeconomici, è stato Segretario al Tesoro degli Stati Uniti per l'ultimo anno e mezzo della presidenza Clinton e rettore dell'Università di Harvard dal 2001 al 2006. Summers è nipote del celebre economista Paul Samuelson.

## Biografia

### Gli anni della gioventù
Nato da una famiglia ebrea a New Haven, nel Connecticut, il 30 novembre 1954, Summers è figlio di due economisti, entrambi professori presso l'Università della Pennsylvania e nipote di due premi Nobel per l'economia: Paul Samuelson (fratello di Robert Summers, suo padre, il quale, seguendo l'esempio di un fratello maggiore, ha cambiato il suo cognome, Samuelson, in Summers) e Kenneth Arrow (fratello di sua madre Anita Summers). Ha trascorso gran parte della sua infanzia a Penn Valley, in Pennsylvania, un suburbio di Philadelphia, dove frequentò lo Harriton High School.
All'età di 16 anni entrò al Massachusetts Institute of Technology, ove inizialmente intendeva studiare fisica, ma passò poi agli studi economici (ottenendo il Bachelor of Science nel 1975. Frequentò Harvard, e vi conseguì il dottorato nel 1982, sotto la supervisione di Martin Feldstein.

### Carriera accademica
Come ricercatore, Summer si è interessato a diverse aree di studio, tra le quali finanza pubblica, economia del lavoro (nella quale si è distinto per la teoria sull'isteresi, elaborata con Olivier Blanchard, nell'ambito della nuova macroeconomia keynesiana), economia finanziaria e macroeconomia. Per i suoi studi ha ricevuto la John Bates Clark Medal nel 1993 dall'American Economic Association. Il database IDEAS del gruppo RePEc lo annovera tra i migliori 20 economisti al mondo.. Nel 1987 ha vinto l'Alan T. Waterman Award, assegnato dalla National Science Foundation.

### Carriera politica
Summers lasciò Harvard nel 1991 e divenne Chief Economist della Banca Mondiale (1991 - 1993), e in seguito occupò diverse posizioni presso il Dipartimento del Tesoro negli anni dell'amministrazione Clinton. Dal 1999 al 2001 è stato Segretario al Tesoro. In questa posizione ha sostituito Robert Rubin. Secondo il sito del dipartimento del Tesoro, durante la sua permanenza in carica si è verificato il più lungo periodo di crescita sostenuta nella storia del Paese.
Dopo l'esperienza come Segretario al Tesoro, è tornato a Harvard, per divenire Presidente (titolo assegnato al rettore) dell'Università. È rimasto in carica fino al 2006, anno in cui si è dimesso dopo forti polemiche riguardanti la sua gestione, culminate in una mozione di sfiducia, e dopo un aspro dibattito scaturito da alcune sue affermazioni riguardanti le minori capacità innate delle donne in certi ambiti particolari come l'ingegneria industriale.
Nel 2009 il Presidente Obama lo ha nominato Direttore del National Economic Council. Nel settembre 2010 la Casa Bianca ha annunciato che Summers abbandonerà l'incarico alla fine dell'anno per tornare ad Harvard.
Da quando ha lasciato il NEC nel dicembre 2010, Summers ha lavorato come consulente per l'hedge fund DE Shaw & Co, Citigroup e il NASDAQ OMX Group mentre riprendeva il suo ruolo di professore di ruolo ad Harvard. Nel giugno 2011 Summers è entrato a far parte del consiglio di amministrazione di Square, una società che sviluppa un servizio di pagamento elettronico, ed è diventato consulente speciale presso la società di venture capital Andreessen Horowitz. È entrato a far parte del consiglio della società di prestiti da persona a persona Lending Club nel dicembre 2012 e nel luglio 2015 Summers è entrato nel consiglio di amministrazione di Premise Data, una società di tecnologia di analisi e dati con sede a San Francisco che ricava i dati da una rete globale di contributori sul campo.
Nell'aprile 2016 è stato uno degli otto ex segretari al Tesoro che hanno invitato il Regno Unito a rimanere membro dell'Unione europea in vista del referendum del giugno 2016. Summers ha definito il voto "Brexit" del Regno Unito del 23 giugno 2016, che si è concluso a favore dell'uscita dall'Unione Europea, come la "peggior ferita politica autoinflitta che un paese abbia fatto dalla seconda guerra mondiale". Tuttavia, Summers ha avvertito che il risultato è stato un "campanello d'allarme per le élite ovunque" e ha chiesto un "nazionalismo responsabile" in risposta al ribollente sentimento pubblico.
Nel giugno 2016, Summers ha anche scritto: "Credo che i rischi per gli Stati Uniti e le economie globali dell'elezione di Trump a presidente siano di gran lunga maggiori [del passaggio della Brexit]. Se viene eletto, mi aspetterei che inizi una recessione prolungata entro 18 mesi. Il danno si farebbe sentire ben oltre gli Stati Uniti."

### Elezioni presidenziali del 2020
Una coalizione di gruppi progressisti ha invitato la campagna presidenziale del 2020 di Joe Biden a non utilizzare più Summers come consigliere, dopo che sono emerse notizie secondo cui Summers stava consigliando la campagna sulla politica economica. Gruppi progressisti come Sunrise Movement e Justice Democrats hanno presentato una petizione per rinnegare Summers, dicendo: "L'eredità di Summers è che ha sostenuto politiche che hanno contribuito alla crescente disuguaglianza e alla crisi climatica con cui viviamo oggi". A seguito delle proteste, Summers ha dichiarato che non si sarebbe unito a una futura amministrazione Biden, nel caso in cui Biden avesse sconfitto Donald Trump nelle elezioni presidenziali del 2020.

### Federal Reserve e Banca d'Israele
Nel 2013, Summers è emerso come uno dei due principali candidati, insieme a Janet Yellen, per succedere a Ben Bernanke come presidente della Federal Reserve. La possibilità della sua nomina ha creato molte polemiche con alcuni senatori di entrambi i partiti che si sono dichiarati contrari. Il 15 settembre, Summers ha ritirato il suo nome dalla possibile candidatura, scrivendo: "Ho concluso con riluttanza che qualsiasi possibile processo di conferma per me sarebbe aspro e non servirebbe l'interesse della Federal Reserve, dell'Amministrazione o, in ultima analisi, degli interessi della ripresa economica in corso della nazione”.
Durante il 2013, Summers era stato segnalato come candidato preferito dal Governo di Israele e dal primo ministro Benjamin Netanyahu per succedere a Stanley Fischer come governatore della Banca di Israele. Netanyahu gli ha chiesto personalmente di accettare l'incarico, un'offerta che lui ha rifiutato.
A partire dal 2017, Summers mantiene il suo status all'Università di Harvard come ex presidente emerito e professore della Charles W. Eliot University. Scrive regolarmente anche articoli di opinione per il Washington Post.
Nel 2023 viene insignito del Premio Bancor a Roma.

## Vita privata
Ha avuto due mogli: Victoria Perry, dalla quale ha avuto tre figli, tra cui due gemelle, ed Elisa New, sposata nel dicembre 2005.